# Knjiga pet prstena
Knjiga pet prstena (jap. gorin no sho, hiragana: ごりんのしょ, kanji: 五輪書), knjiga japanskog samuraja Miyamota Musashija. Uzima se da ju je napisao 1643. godine. Djelo je o borilačkim vještinama i mačevalačkim tehnikama (ken-jutsu). Knjigu čini pet svitaka po čemu je dobila ime. Naslovljeni su: Zemlja, Voda, Vatra, Vjetar i Nebo. Djelo je klasik borilačkih vještina.